# Kamienica przy ulicy Kornela Ujejskiego 10 w Krakowie
Kamienica przy ulicy Kornela Ujejskiego 10 – zabytkowa kamienica znajdująca się w Krakowie, w dzielnicy VII, na Półwsiu Zwierzynieckim.
Kamienica została wzniesiony w latach 1936–1938 według projektu architekta Juliusza Eintrachta.
Budynek znajduje się w gminnej ewidencji zabytków.
Nieruchomość została poddana reprywatyzacji. Po interwencji posła Platformy Obywatelskiej Bogusława Sonika z 30 czerwca 2017 krakowska prokuratura wszczęła śledztwo w sprawie nieprawidłowości dotyczących przekazania kamienicy i tzw. czyszczenia lokatorów.